# 石绍明
石绍明（？—？）籍贯不详，中华民国军事将领。

## 生平
1921年8月23日，陆军第二十师师长阎相文自杀；9月7日，阎治堂继任陆军第二十师师长。1921年9月25日，大总统令任命石绍明为陆军第二十师步兵第三十九旅旅长。1922年，陆军第二十师参加了第一次直奉战争。
1924年2月14日，石绍明获授将军府显威将军。1924年5月时，第三十九旅（旅长石绍明）、第四十旅（旅长孙积孚）驻扎潼关、华阴、华县地区。同年9月，第二次直奉战争爆发，阎治堂任直系援军第六路司令。直系战败后，11月6日孙积孚被任命为第二十师师长，12月11日该师番号被撤销。